# Ridderbuurt
Ridderbuurt est un hameau dans la commune néerlandaise d'Alphen-sur-le-Rhin, dans la province de la Hollande-Méridionale. Situé au nord d'Alphen-sur-le-Rhin, le hameau comptait 120 habitants en 2007.